# Pristimantis cremnobates
Espèce
Synonymes
- Eleutherodactylus cremnobates Lynch & Duellman, 1980

Statut de conservation UICN

 EN B1ab(iii) : En danger
Pristimantis cremnobates est une espèce d'amphibiens de la famille des Craugastoridae.

## Répartition
Cette espèce est endémique de la province de Napo en Équateur. Elle se rencontre entre 1 410 et 1 700 m d'altitude sur le versant Est de la cordillère Orientale.

## Description
Les mâles mesurent de 28,4 à 32,5 mm et les femelles de 41,6 à 51,7 mm.

## Publication originale
- Lynch & Duellman, 1980 : The Eleutherodactylus of the Amazonian slopes of the Ecuadorian Andes (Anura: Leptodactylidae). Miscellaneous Publication, Museum of Natural History, University of Kansas, no 69, p. 1-86 (texte intégral).